# Mer libre du pôle

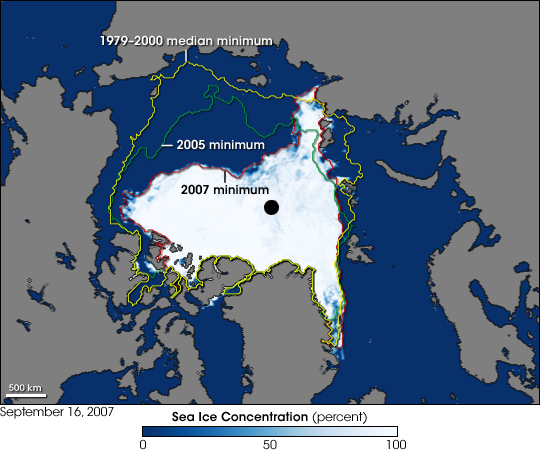
Étendue de banquise comparée entre 2007 et les années précédentes.

La mer libre du pôle ou mer polaire ouverte (anglais : Open Polar Sea) est une théorie sur la présence d’une hypothétique mer sans glace entourant le pôle Nord.
Cette théorie datant probablement de Robert Thorne au XVIe siècle s’est montrée erronée, mais fut jadis une justification à de nombreuses expéditions polaires dans le but d’atteindre le pôle Nord par la mer, ou pour chercher un passage entre l’Europe et l’océan Pacifique à travers le pôle Nord.